# 生物相
生物相（せいぶつそう、英語:biota 、ビオタ）とは特定の環境（地域・時代）に生息する生物を全て纏めた概念である。
生物相という語は、しばしば動植物相、つまり動物相（ファウナ、fauna）と植物相（フローラ、フロラ、flora）の合計 のみを指す意味で用いられることもあるが、定義上は 動物相・植物相・微生物相（ミクロビオタ）のすべてを含めたもの の意味である。 また、ファウナおよびフローラが「動物誌」・「植物誌」を意味するのと同じく、生物相の用例として「特定環境下の生物名一覧・総目録＝生物誌」の意味で用いられることがある。

## 参考資料
- EICネット- 環境用語集. “生物相”. 2009年1月11日閲覧。
- 『生物相』 - コトバンク